# David Beck
David Beck (o Beek) (Delft, 25 de maig de 1621 - La Haia, 20 de desembre de 1656) fou un pintor neerlandès de retrats de l'Edat d'Or neerlandesa.

## Biografia
El seu nom li va ser donat en record d'un oncle del pintor, un conegut poeta de Arnhem. Beck va ser el fill d'un mestre d'escola de Delft, on va aprendre pintura amb Phillip Brown, un destacat pintor de retrats als Països Baixos. A la fi de 1640 es va traslladar a Londres per unir-se a l'estudi d'Anton van Dyck com a alumne i ajudant, però va tenir poc temps per aprendre del mateix Van Dyck atès que aquest va caure malalt i va morir el 1641. Beck tenia la «llibertat de mà i disposició», és a dir, la rapidesa d'execució per la qual Van Dyck va ser tan notable, tant que quan Carles I d'Anglaterra va observar la manera de la pintura de Beck, va exclamar: "Fe! Beck, et crec capaç de pintar cavalcant" i li va demanar que ensenyés als seus fills a dibuixar.
Va ensenyar dibuix a Carles II d'Anglaterra i els seus germans Jaume II d'Anglaterra i Henry Stuart, Duc de Gloucester.

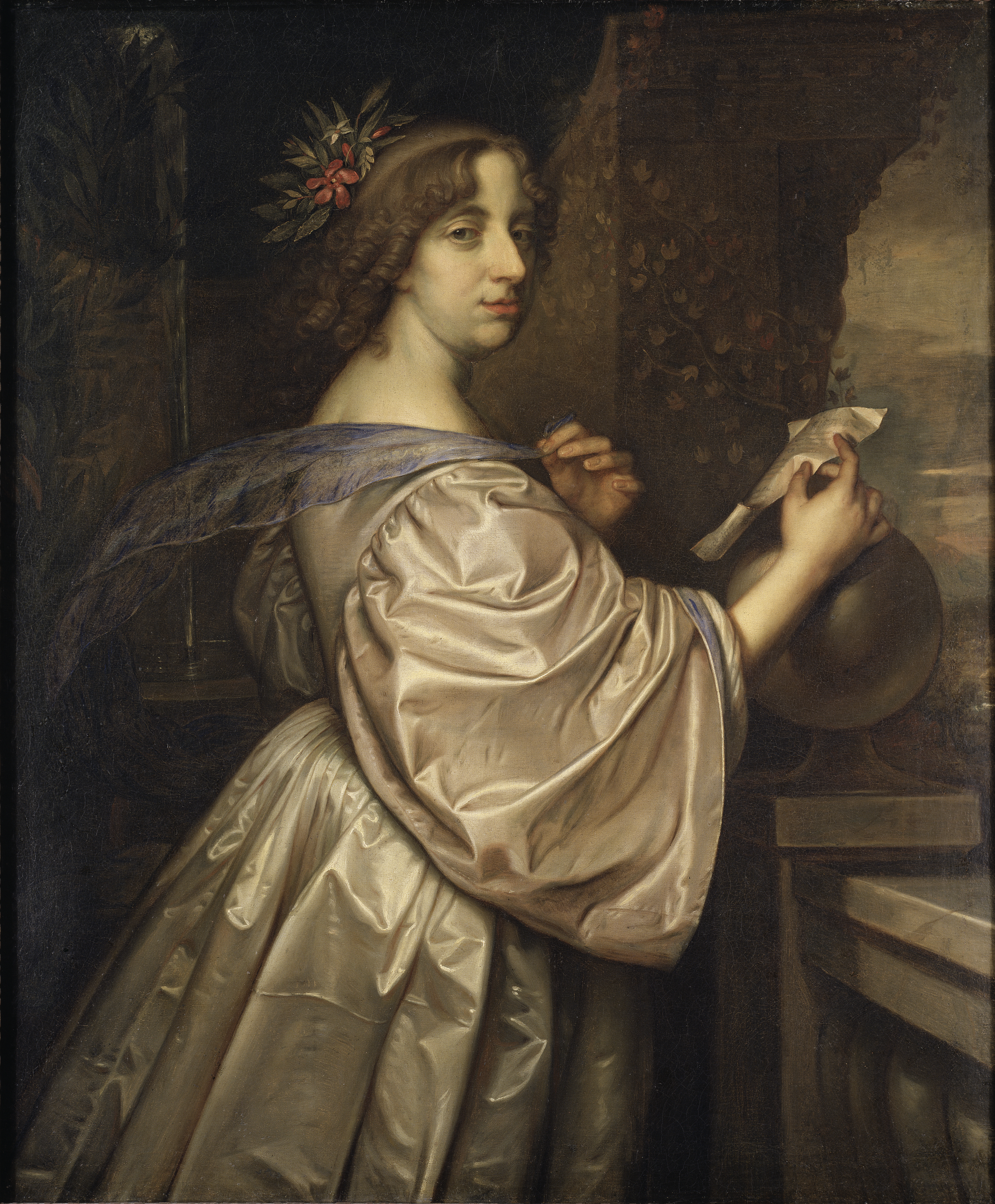
Retrat de la reina Cristina de Suècia, per David Beck.

Després de l'esclat de la Guerra civil anglesa, que finalment va portar a l'execució del seu patró Carles I, Beck va sortir d'Anglaterra traslladant-se per les corts d'Europa. El 1647, va ser nomenat pintor de retrats i ajuda de càmera de la reina Cristina de Suècia a Estocolm, i va executar els retrats de la majoria dels sobirans d'Europa per adornar la seva galeria. Cristina ho va enviar de gira per les corts europees, pel que sembla també amb finalitats polítiques. Es va unir a la seva cort de nou a Roma el 1653 i la va seguir a França el 1656. Va demanar permís per deixar la seva companyia a fi de visitar a la seva família i amics als Països Baixos, la qual cosa, d'acord amb Houbraken, era contrari als desitjos de la reina. La seva mort a la Haia aquest mateix any, es va sospitar que fos deguda a un enverinament.